# Carlos Ulberg
Carlos Sao Murry Ulberg, né le 17 novembre 1990 à Auckland (Nouvelle-Zélande), est un pratiquant néo-zélandais d'arts martiaux mixtes (MMA). Il combat actuellement dans la catégorie des poids mi-lourds de l'Ultimate Fighting Championship (UFC).

## Jeunesse et débuts au rugby à XIII
Carlos Sao Murry Ulberg naît le 17 novembre 1990 à Auckland, en Nouvelle-Zélande, de parents d'origine allemande, maori et samoane. Il est élevé par une famille d'accueil à South Auckland dès l'âge de quatre ans et fréquente le Hillary College tout au long de son éducation. Carlos Ulberg commence à jouer à la au rugby à XIII lorsqu'il est enfant, un sport dans lequel il a par la suite participé au niveau semi-professionnel lorsqu'il est devenu représentant du Counties-Manukau. En 2018, il participe à l'émission de télé-réalité Game Of Bros et se voit proposer à deux reprises de jouer dans la version néo-zélandaise de The Bachelor. Carlos Ulberg travaille à temps partiel comme mannequin.

## Carrière dans la boxe
Le 22 août 2015, il participe à son premier et unique combat de boxe professionnel, avec son partenaire d'écurie Sam Rapira en tant qu'événement principal,. Il affronte l'Australien Daniel Meehan, un boxeur invaincu jusque-là. Carlos Ulberg remporte le combat par décision unanime à l'issue de la quatrième reprise.

## Carrière dans les arts martiaux mixtes

### Débuts (2011-2018)
Le 26 août 2011, il affronte le Néo-Zélandais Kaota Puna à Auckland, en Nouvelle-Zélande, et remporte le combat par KO technique. Le 25 août 2016, il affronte le Tadjik Umed Rakhmatulloyev à Heilongjiang, en Chine, et remporte le combat par KO technique. Le 8 décembre 2018, il affronte le Gallois John Martin Fraser à Perth, en Australie, et remporte le combat par décision unanime.

### Ultimate Fighting Championship (depuis 2020)

#### Une défaite et série de victoires
Le 4 novembre 2020, il affronte le Brésilien Bruno Oliveira à Las Vegas, dans le Nevada, et remporte le combat par KO. Le 6 mars 2021, il affronte l'Américain Kennedy Nzechukwu à Las Vegas, dans le Nevada, et perd le combat par KO. Sa prestation est désignée Combat de la soirée. Le 12 février 2022, il affronte l'Américain Fabio Cherant à Houston, au Texas, et remporte le combat par décision unanime.
Le 25 juin 2022, il affronte le Camerounais Tafon Nchukwi à Las Vegas, dans le Nevada, et remporte le combat par KO technique. Le 12 novembre 2022, il affronte le Roumain Nicolae Negumereanu à New York, dans l'État de New York, et remporte le combat par KO. Le 13 mai 2023, il affronte l'Ukrainien Ihor Potieria à Charlotte, en Caroline du Nord, et remporte le combat par KO technique. Sa prestation est désignée Performance de la soirée.
Le 10 septembre 2023, il affronte le Sud-Coréen Jung Da-un à Sydney, en Australie, et remporte le combat par soumission. Le 11 mai 2024, il affronte l'Américain Alonzo Menifield à Saint-Louis, dans le Missouri, et remporte le combat par KO. Sa prestation est désignée Performance de la soirée. Le 23 novembre 2024, il affronte le Suisse Volkan Oezdemir à Macao, en Chine, et remporte le combat par décision unanime.
Le 22 mars 2025, il affronte le Polonais Jan Błachowicz à Londres, en Angleterre, et remporte le combat par décision unanime.

## Palmarès en arts martiaux mixtes

### Distinctions
- Ultimate Fighting Championship
  - Combat de la soirée (× 1) : face à Kennedy Nzechukwu[12].
  - Performance de la soirée (× 2) : face à Ihor Potieria et Alonzo Menifield[17],[20].

### Historique des combats
| 13 combats     | 12 victoires | 1 défaites |
| Par KO         | 7            | 1          |
| Par soumission | 1            | 0          |
| Sur décision   | 4            | 0          |

| Résultat | Record | Adversaire          | Méthode                               | Événement                                   | Date              | Round | Temps | Lieu                        | Notes                      |
| -------- | ------ | ------------------- | ------------------------------------- | ------------------------------------------- | ----------------- | ----- | ----- | --------------------------- | -------------------------- |
| Victoire | 12-1   | Jan Błachowicz      | Décision unanime                      | Soirée de combat UFC : Edwards contre Brady | 22 mars 2025      | 3     | 5:00  | Londres, Angleterre         |                            |
| Victoire | 11-1   | Volkan Oezdemir     | Décision unanime                      | UFC Fight Night: Yan vs. Figueiredo         | 23 novembre 2024  | 3     | 5:00  | Macao, Chine                |                            |
| Victoire | 10-1   | Alonzo Menifield    | KO (coups de poing)                   | UFC on ESPN: Lewis vs. Nascimento           | 11 mai 2024       | 1     | 0:12  | Saint-Louis, Missouri       | Performance de la soirée.  |
| Victoire | 9-1    | Jung Da-un          | Soumission                            | UFC 293                                     | 10 septembre 2023 | 3     | 3:49  | Sydney, Australie           |                            |
| Victoire | 8-1    | Ihor Potieria       | TKO (coups de poing)                  | UFC on ABC: Rozenstruik vs. Almeida         | 13 mai 2023       | 1     | 2:09  | Charlotte, Caroline du Nord | Performance de la soirée.  |
| Victoire | 7-1    | Nicolae Negumereanu | KO (coups de poing)                   | UFC 281                                     | 12 novembre 2022  | 1     | 3:44  | New York, État de New York  |                            |
| Victoire | 6-1    | Tafon Nchukwi       | TKO (coups de poing)                  | UFC on ESPN: Tsarukyan vs. Gamrot           | 25 juin 2022      | 1     | 1:15  | Las Vegas, Nevada           |                            |
| Victoire | 5-1    | Fabio Cherant       | Décision unanime                      | UFC 271                                     | 12 février 2022   | 3     | 5:00  | Houston, Texas              |                            |
| Défaite  | 4-1    | Kennedy Nzechukwu   | KO (coups de poing)                   | UFC 259                                     | 6 mars 2021       | 2     | 3:19  | Las Vegas, Nevada           | Combat de la soirée.       |
| Victoire | 4-0    | Bruno Oliveira      | KO (coups de poing)                   | Dana White's Contender Series 34            | 4 novembre 2020   | 1     | 2:02  | Las Vegas, Nevada           | Retour en poids mi-lourds. |
| Victoire | 3-0    | John Martin Fraser  | Décision unanime                      | Eternal MMA 40                              | 8 décembre 2018   | 3     | 5:00  | Perth, Australie            | Début en poids lourds.     |
| Victoire | 2-0    | Umed Rakhmatulloyev | TKO (coups de poing et coup de genou) | WKG International MMA Tournament 3          | 25 août 2016      | 1     | 3:03  | Heilongjiang, Chine         |                            |
| Victoire | 1-0    | Kaota Puna          | TKO (coups de poing)                  | King of the Door: Submission 2              | 26 août 2011      | 2     | NC    | Auckland, Nouvelle-Zélande  | Début en poids mi-lourds.  |

## Palmarès en boxe anglaise

### Historique des combats
| 1 combats       | 1 victoires | 0 défaites |
| Avant la limite | 0           | 0          |
| Sur décision    | 1           | 0          |

| Décision possible : KO • TKO (KO technique) • UD (décision aux points unanime) • MD (décision aux points majoritaire) • SD (décision aux points partagée) • D (match nul) • NC (sans décision) • RTD (abandon) |        |               |      |       |              |                                |       |
| Résultat | Record | Adversaire    | Type | Round | Date         | Lieu                           | Notes |
| Victoire | 1-0    | Daniel Meehan | UD   | 4 (4) | 22 août 2015 | New Plymouth, Nouvelle-Zélande |       |